# Effetto suolo (aeronautica)
Si indica con effetto suolo, in aeronautica, la conseguenza della vicinanza del suolo sul campo fluidodinamico intorno all'ala di un aeroplano.

## Descrizione
La differenza di pressione tra dorso e ventre di un'ala fa sì che, alla sua estremità, l'aria venga spinta a muoversi dal ventre al dorso generando dei vortici a vite conica, detti vortici d'estremità d'ala, che sono da annoverare tra le fonti di resistenza indotta. La vicinanza con il suolo ostacola la creazione di questi vortici, comportando una riduzione di resistenza e quindi un aumento dell'efficienza dell'ala. Alle alte incidenze alari durante la fase finale dell'atterraggio, inoltre, l'aria sottostante il ventre alare viene leggermente compressa tra l'ala e il terreno, formando un "cuscino" che tende a sostentare il velivolo più di quanto non avverrebbe, a parità di parametri di volo, lontano dal terreno.
In assenza di azioni correttive, l'effetto pratico di questo fenomeno si traduce in un incremento indesiderato della distanza di atterraggio e in una, invece, favorevole riduzione di quella di decollo. Tale principio viene sfruttato, ad esempio, nella progettazione degli ekranoplani.